# Rugby-Union-Südamerikameisterschaft 1983
Die Rugby-Union-Südamerikameisterschaft 1983 (spanisch Sudamericano de Rugby 1983) war die 13. Ausgabe der südamerikanischen Kontinentalmeisterschaft in der Sportart Rugby Union. Sie fand 1983 in Argentinien statt und wurde von der Unión Argentina de Rugby organisiert. Teilnehmer waren die Nationalmannschaften von Argentinien, Chile, Paraguay und Uruguay. Austragungsort war das Stadion La Catedral des Vereins CA San Isidro in der Hauptstadt Buenos Aires. Den Titel gewann zum zwölften Mal Argentinien.

## Tabelle
Für einen Sieg gab es zwei Punkte, für ein Unentschieden einen Punkt, bei einer Niederlage null Punkte.
|    | Land        | Spiele | Siege | Unent. | Ndlg. | Spiel- punkte | Diff. | Tabellen- punkte |
| -- | ----------- | ------ | ----- | ------ | ----- | ------------- | ----- | ---------------- |
| 1. | Argentinien | 3      | 3     | 0      | 0     | 118:115       | + 103 | 6                |
| 2. | Uruguay     | 3      | 2     | 0      | 1     | 51:44         | + 7   | 4                |
| 3. | Chile       | 3      | 1     | 0      | 2     | 33:83         | − 50  | 2                |
| 4. | Paraguay    | 3      | 0     | 0      | 3     | 27:87         | − 60  | 0                |

## Ergebnisse
Punktesystem: 4 Punkte für einen Versuch, 2 Punkte für eine Erhöhung, 3 Punkte für einen Straftritt, 3 Punkte für ein Dropgoal
| 16. Juli 1983 | Argentinien                                                                                   | 46 : 6  | Chile                                         | La Catedral, Buenos Aires Schiedsrichter: Roberto Viuck (Paraguay) |
| 16. Juli 1983 | Versuche: Annichini (2) Cuesta Dassen de Chazal Lanza (2) Scolni (3) Erhöhungen: Piccardo (3) | Bericht | Straftritte: Montebruno Dropgoals: Montebruno | La Catedral, Buenos Aires Schiedsrichter: Roberto Viuck (Paraguay) |

| 16. Juli 1983 | Paraguay                                                                            | 12 : 20         | Uruguay                                                        | La Catedral, Buenos Aires Schiedsrichter: Gonzalo Roman (Chile) |
| 16. Juli 1983 | Versuche: Camacho 1 weiterer Spieler Erhöhungen: Mongelos Straftritte: Mongelos (2) | (12:16) Bericht | Versuche: Ormaechea Puig Ubilla Uriarte Erhöhungen: Ubilla (2) | La Catedral, Buenos Aires Schiedsrichter: Gonzalo Roman (Chile) |

| 20. Juli 1983 | Argentinien                                                                                       | 43 : 3  | Paraguay              | La Catedral, Buenos Aires Schiedsrichter: Jorge Sanguinetti (Uruguay) |
| 20. Juli 1983 | Versuche: Cordeiro Cubelli Dassen Lanza Scolni (4) Ventura Erhöhungen: Sauze (2) Dropgoals: Sauze | Bericht | Straftritte: Mongelos | La Catedral, Buenos Aires Schiedsrichter: Jorge Sanguinetti (Uruguay) |

| 20. Juli 1983 | Chile                   | 3 : 25         | Uruguay                                                     | La Catedral, Buenos Aires Schiedsrichter: Carlos Sutton (Argentinien) |
| 20. Juli 1983 | Straftritte: Montebruno | (0:16) Bericht | Versuche: Cerruti Straftritte: Ubilla (6) Dropgoals: Ubilla | La Catedral, Buenos Aires Schiedsrichter: Carlos Sutton (Argentinien) |

| 23. Juli 1983 | Argentinien                                                                               | 29 : 6         | Uruguay                 | La Catedral, Buenos Aires Schiedsrichter: Gonzalo Roman (Chile) |
| 23. Juli 1983 | Versuche: Annichini (2) Lanza Paz Piccardo Erhöhungen: Piccardo (3) Straftritte: Piccardo | (10:6) Bericht | Straftritte: Ubilla (2) | La Catedral, Buenos Aires Schiedsrichter: Gonzalo Roman (Chile) |

| 23. Juli 1983 | Chile   | 24 : 12 | Paraguay | La Catedral, Buenos Aires |
| 23. Juli 1983 | Bericht |         |          | La Catedral, Buenos Aires |